# El Sahugo
El Sahugo és un municipi de la província de Salamanca a la comunitat autònoma de Castella i Lleó. Limita al Nord amb El Bodón i Herguijuela de Ciudad Rodrigo, a l'Est amb Martiago i Cespedosa de Agadones (municipi d'Herguijuela de Ciudad Rodrigo), al Sud amb Robledillo de Gata i Descargamaría i a l'Oest amb Robleda.

## Demografia
| 1991 | 1996 | 2001 | 2004 |
| ---- | ---- | ---- | ---- |
| 357  | 307  | 254  | 270  |